# 1013 Tombecka
Tombecka (asteróide 1013) é um asteroide da cintura principal com um diâmetro de 31,93 quilómetros, a 2,1117488 UA. Possui uma excentricidade de 0,212436 e um período orbital de 1 603,71 dias (4,39 anos).
Tombecka tem uma velocidade orbital média de 18,18923987 km/s e uma inclinação de 11,88322º.
Esse asteroide foi descoberto em 17 de janeiro de 1924 por Benjamin Jekhowsky.